# 山本楓
山本 楓（やまもと かえで）は日本の音楽家。オーボエ奏者。

## 来歴・人物
栃木県塩谷郡高根沢町出身。栃木県立宇都宮女子高等学校を経て、東京芸術大学音楽学部卒業。同大学大学院音楽研究科修士課程および英国王立音楽院修士課程修了。
ソリストとして東京フィルハーモニー交響楽団、藝大フィルハーモニーア管弦楽団、栃木県交響楽団等と共演。NHK-FM「リサイタル・パッシオ」やテレビ朝日「題名のない音楽会」等、メディア出演多数。
主要オーケストラで客演を努めるほか、アンサンブルやソロでも積極的に演奏活動を行っている。
2022年11月から読売日本交響楽団にオーボエ奏者として入団。
また、作新学院高等学校をはじめ、栃木県内の多くの学校で吹奏楽部の指導を行うなど、後進の指導にも力を入れている
ぱんだウインドオーケストラ、MCFオーケストラとちぎメンバー。とちぎ未来大使（2020年7月−）。

## 受賞
- 第７回日本管弦打楽器ソロ・コンテスト高校生木管楽器部門グランプリ受賞（2010年）[4][5]
- 第18回コンセーレ・マロニエ21木管部門2位（2013年）
- 第34回日本管打楽器コンクール入賞（2017年）[6]
- 第88回日本音楽コンクール第1位、あわせて瀬木賞受賞（2019年／26才）[7]

## コンサート
- 2022年1月23日　栃木県総合文化センター「フレッシュアーティスト　ガラコンサート」（コンセール・マロニエ21優勝記念演奏会）